# La regina degli uomini pesce
La regina degli uomini pesce è un film per la televisione di genere fantascientifico del 1995, diretto da Sergio Martino, seguito del suo precedente lavoro L'isola degli uomini pesce del 1979.

## Trama
Per fuggire da una città in rovina in preda ad una banda di barbari, due adolescenti incontrano per caso Socrates, un uomo che li guida su una piccola isola tropicale apparentemente immacolata e rimasta indenne dall'olocausto nucleare. L'isola è però dominata da una regina bella quanto malvagia, la regina si serve di una razza ibrida di uomini-pesce per terrorizzare la popolazione ed assoggettarla al proprio volere. I due ragazzi decidono di collaborare con una eroica principessa, che guida un'alleanza rivoluzionaria per poter destituire la perfida regina e liberare sua sorella tenuta in prigionia.

## Distribuzione
Il film rimase inedito al grande pubblico fino al 2008. Infatti, solo dopo 13 anni dalla realizzazione, il film per la televisione venne trasmesso per la prima volta su Iris, poi su Italia 1.